# Chaos Lives in Everything
Chaos Lives in Everything è un singolo del gruppo musicale statunitense Korn, pubblicato il 24 febbraio 2012 come terzo estratto dal decimo album in studio The Path of Totality.

## Descrizione
Traccia d'apertura dell'album, il brano ha visto la partecipazione del produttore di musica elettronica Skrillex.

## Tracce
Download digitale, CD promozionale (Europa, Stati Uniti)
1. Chaos Lives in Everything (feat. Skrillex) (Radio Edit) – 3:22

## Formazione
Gruppo
- Jonathan Davis – voce
- James "Munky" Shaffer – chitarra
- Fieldy Arvizu – basso
- Ray Luzier – batteria

Produzione
- Jonathan Davis – produzione esecutiva
- Skrillex – produzione
- Jim Monti – ingegneria, missaggio
- Downlink – missaggio
- Ted Jensen – mastering